# 赫里霍里夫卡 (舍佩蒂夫卡區)
49°58′36″N 26°57′40″E / 49.97667°N 26.96111°E
赫里霍里夫卡（羅馬化：Hryhorivka）是烏克蘭西部赫梅利尼茨基州舍佩蒂夫卡區萨赫尼夫齐市镇的村落。始建於1860年，面積0.2平方公里，海拔高度260米，2001年人口9，人口密度每平方公里44.3人。